# Brachystelma kituloense
Brachystelma kituloense là một loài thực vật có hoa trong họ La bố ma. Loài này được Goyder mô tả khoa học đầu tiên năm 1990.